# 페르하트 아르잔
페르하트 아르잔(튀르키예어: Ferhat Arıcan, 1993년 7월 28일~)은 튀르키예의 체조 선수이다. 2020년 하계 올림픽 남자 평행봉 종목에서 동메달을 획득했다.

## 경력
1993년 이즈미르주 코나크에서 태어났다. 10새 때 다니던 학교의 체육 교사의 권유로 체조를 시작했다.
2010년 튀르키예 유스 국가대표로 발탁되었으며 8월에 싱가포르에서 열린 2010년 하계 청소년 올림픽에서 도마 종목 은메달을 획득했다. 이후 국가대표로 발탁되었고 10월에는 로테르담에서 열린 2010년 세계 선수권 대회에 참가했으며 개인종합 부문 114위에 올랐다. 2013년 6월에는 튀르키예 메르신에서 열린 2013년 지중해 게임에 출전하여 프랑스의 케빈 안토니오티와 스페인의 루벤 마르티네스의 뒤를 이어 평행봉 동메달을 획득했다.
2014년 5월 불가리아 소피아에서 열린 2014년 유럽 선수권 대회에 참가하여 단체전 19위에 올랐고 같은 해 10월 중국 난닝에서 열린 2014년 세계 선수권 대회에 참가했으며 개인종합 23위에 올랐다.
2016년 2월 아제르바이잔 바쿠에서 열린 체조 월드컵에서 아제르바이잔의 올레크 스텝코의 뒤를 이어 평행봉 부문 은메달을 획득했다. 같은 해 8월 브라질 리우데자네이루에서 열린 2016년 하계 올림픽에 참가하면서 선수 경력 첫 올림픽에 출전했다. 그는 개인종합 41위에 올랐다.
2021년 8월 일본 도쿄에서 열린 2020년 하계 올림픽에서 중국의 쩌우징위안과 독일의 루카스 다우저의 뒤를 이어 남자 평행봉 동메달을 획득했다.